# 도요다촌 (지바현 아와군)
도요다촌(豊田村)은 일본 지바현 아와군에 일찍이 존재했던 촌이다. 현재의 미나미보소시 동부(구 마루야마정)에 해당한다.

## 역사
- 1889년 4월 1일 - 정촌제 시행에 의해 아사이군 도요다촌이 성립하였다.
- 1897년 4월 1일 - 아사이군이 아와군에 편입되었다.
- 1955년 3월 15일 - 마루촌, 지구사정의 일부와 합병해, 마루야마정이 신설되어, 동일 도요다촌은 폐지되었다.
- 2006년 3월 20일 - 마루야마정이  아와군 도미우라 정, 도미야마 정, 미요시 촌, 시라하마 정, 지쿠라 정, 와다 정이 합병해 미나미보소 시가 성립되었다.

## 교통

### 도로
- 국도 제128호선